# Pandanus huynhii
Pandanus huynhii är en enhjärtbladig växtart som beskrevs av Benjamin Clemens Masterman Stone. Pandanus huynhii ingår i släktet Pandanus och familjen Pandanaceae.
Artens utbredningsområde är Sumatera. Inga underarter finns listade.